# نظرية النظم في العلاقات العامة
نظرية النُّظُم في العلاقات العامة هي  إطار فكري يُستخدم لفهم كيف تتفاعل المؤسسة (أو المنظمة) مع بيئتها الداخلية والخارجية. في مجال العلاقات العامة، تنظر هذه النظرية إلى المؤسسة على أنها نظام مفتوح يتكون من أجزاء مترابطة، ويتفاعل باستمرار مع محيطه الاجتماعي والاقتصادي والثقافي والإعلامي.

## تاريخ النظريّة
بدأت النظرية في الخمسينيات من القرن الماضي في مجال علم الأحياء، حيث كان هناك حاجة ملحة لتنظيم معين لدراسة العالم التجريبي. وتعتبر نظرية النظم العامة هي العمود الفقري في العلوم البيولوجية، والتي تهدف إلى توفير هيكل أو إطار لتنظيم العمل العلمي.، وقد جاءت مصادر أخرى لهذه النظرية من خلفية النظم الإلكترونية في هندسة الميكانيكا، حيث يتعلق الأمر بالتحكم الآلي للحفاظ على استقرار المنظمة. على سبيل المثال، إذا لم تحقق سياسة  التسويق زيادة في المبيعات، فسيكون على المنظمة تعديل استراتيجيتها لضمان استمرارها في السوق.، في أواخر السبعينيات وأوائل الثمانينيات، ربط بعض علماء العلاقات العامة، ومن بينهم جون بافليك، مفهوم الرؤية التنظيمية بالعلاقات العامة، حيث أسس مفهوم النظم في العلاقات العامة عام 1985.

## تعريف النّظام
تعريف Von Bertalanffy: مركّب من عناصر متفاعلة.
تعريف Kaufman :  هو المجموع الكلّي لأجزاء تعمل بطريقة مستقلّة أو مجتمعة لتحقيق عناصر مرغوبة.
تعريف Silvern: بناء وترتيب و تنظيم شامل لشيء كامل منسّق يبيّن بوضوح العلاقات المتبادلة بين الأجزاء بعضها ببعض ومع المجموعة ككل.

## خصائص النّظام
1-التنظيم: ترتيب لمكوّنات النّظام لتحقيق أهداف محدّدة.
2- التفاعل: العلاقات المتبادلة بين العناصر والمكوّنات.
3-التكافُل: اعتماد مكوّنات النّظام أحدها على الآخر وفقاً لخطّة مرسومة.
4-التّكامُل: يشكّل النظام وحدة متماسكة أي أن التغيير في أحد المكوّنات يؤثّر في البقيّة.
تعريف نظريّة النّظّم:
هي اتجاه عام نحو اكتشاف العلاقات وأنماط التفاعُلات في جميع النّظُم، يستند على مفاهيم عامّة وهيَ الكليّة والتكامُل و أساليب حلّ المشكلات من خلال الإدراك والاستيعاب لأثر القرارات على النّظام الكلّي للمشكلة وأثرها على العلاقات التّفاعُليّة بين مكوّنات النّظام أو البيئة الخارجيّة التي تتفاعل معها المنظّمة.

## مفهوم النظرية
هي العلاقات بين العناصر والأشخاص هي أساس نظريّة النُّظُم، على عكس الأنظمة البيولوجية فإن المنظّمات الاجتماعية تحتوي على عناصر أساسيّة متشابهة، وتقدّم النظرية فهماً أكثر وضوحا للعلاقات العامّة في السّياق الإداري للمنظّمات.
و بشكل عام فإن نظريّة النُّظم تحتوي على عناصر رئيسية:
1- البيئة العامة
2-المنظّمة
3-الكادِر البشري
4- العميل
5-المساهمون
-   تعتبر البيئة من أهم العناصر في المنظّمة، فعندما تتغيّر البيئة تتغيّر النُّظُم بناءً على ذلك، وهذا ما يُفسّر ارتباط العناصر ببعضها بطريقة معيّنة فإن أي تغيير في أي عنصر يعني بالضّرورة تغيير في بقيّة العناصر.

## أنواع النُّظُم الإداريّة
1-    النظام المُغلق Closed system:
و هو النّظام المعزول عن البيئة ولا تؤثّر فيه المؤثّرات الخارجيّة، فتكون مدخلاته ثابتة فمن الممكن أن تكون هناك تفاعلات بين عناصر النّظام نفسه، دون التّفاعُل مع البيئة الخارجيّة؛ يُشبه التّفاعُلات الكيميائية في الأوعية المغلقة.
2-    النظام المفتوح Open system:
يتميّز بالتّفاعُل مع بيئتهُ وهو يتبادل التأثيرات مع النّظُم الأخرى المُحيطة بهِ، ولذلك مدخلاته متجدّدة مما يجعلهُ في وضع متوازن بين البيئة الخارجيّة والمنظّمة مما يضمن استمرارها وبقاءها؛ وهوَ ما يُطبّق في النُّظُم الإنسانيّة والاجتماعية لإنها دائمة التفاعُل مع البيئة المحيطة بها.

## المفاهيم الأساسيّة في نظريّة النُّظُم في العلاقات العامّة
1-   الأزمة Crisis: حصول مشكلة فعليّة أو مرض إداري أو تنظيمي يُصيب المنظّمة مما يتطلّب تغيير حاسم في وضع المنظّمة فإما يحدُث التّعافي أو الفشل وانتهاء المنظّمة.
2-   التوافق أو الوئام Consensus: الوضع الصحّي والمستقر للمنظّمة.
كيف تعمل نظريّة النُّظُم في العلاقات العامّة:
1-   يعتبر مفهوما الأزمة والتّوافُق أو النّجاح، هو القاسِم المشترك ما بين كل أنواع الاتصال بغضّ النظر عن المجال، ومن المؤكّد أن التفاعلات البشريّة على الصّعيد الشخصي والوظيفي و التفاعلات بين مكوّنات العنصر التنظيمي، تسقُط في جزء من مقياس يُحرّكها إما تجاه الأزمة أو التوافُق.
2-   يعتبر ممارسو العلاقات العامّة هم حارسي بوّابة ردّ الفعل Feedback  الذي تحتاجهُ المنظّمة حتى تُحقّق نجاحها، بمعنى أن مسؤولية ممارس العلاقات العامّة أن يقيّم الظروف الرّاهنة ويستجيب للظروف المحيطة، وذلك لكي يحرّك المنظّمة ويوجّهها إلى تحقيق النّجاح بين عناصرها ويُبعدها عن الأزمات عن طريق التّعديل على البيئة أو تغييرها كلّيّاً مما يرتقي بها إلى مرحلة الوئام والتّوافُق الدّاخلي والخارجي.
3-   ينبغي أن تعمل العلاقات العامّة على الصّراعات القائمة داخليّاً وخارجياً وأن تتعاطى مع طلب واحتياج المؤسّسة والعملاء المستفيدين من الخدمات المُقدّمة أيّاً كان نوعها.
4-   تعطي العلاقات العامّة منهجية واضحة للعمل مُستنبط من الرؤية العامّة للمنظّمة واللّغة التي تتحدّث بها بالإضافة إلى التنبُّه للخلل الحاصِل ومحاولة الكشف عن الأماكن التي تستوجب التغيير وبالتالي التّعامل معها بطريقة تشارُكيّة لتحقيق التوازُن والاستجابة لمطالب التغيير الدّاخلية والخارجية، والاهتمام برجع الصّدى من البيئة المُحيطة الذي يعتبر من أهم عناصر نجاح التنظيم في العلاقات العامّة.
أفضل نموذج تستخدمه العلاقات العامّة في التنظيم:
نموذج المتناسق بالاتجاهين Two-way symmetrical model
يعتبر هذا النّموذج التّفاعُلي ذو الاتجاهين والذّي تكون فيه العلاقة تفاعليّة متساوية بين المنظّمة وأصحاب المصلحة هو النموذج الأمثل لاستخدامه في  في نظم العلاقات العامّة وذلك لأنّه يستجيب لمتطلبات جميع الأطراف ويُحقّق المصالح المشتركة، حيث أنه لا يعمل على تحقيق المصلحة فقط بل يهتم أيضاً بردود فعل المستفيدين من الخدمات المقدمة.